# No Name Face
| 전문가 평가             | 전문가 평가 |
| 평가 점수               | 평가 점수   |
| 출처                    | 점수        |
| ----------------------- | ----------- |
| Allmusic                | 3/별        |
| Cross Rhythms           | [ 1 ]       |
| iTunes                  | (favorable) |
| Jesus Freak Hideout     | 3.5/별      |
| Melodic.net             | [ 2 ]       |
| Today's Christian Music | (favorable) |

No Name Face는 미국의 록 밴드 라이프하우스 (Lifehouse)의 데뷔 앨범이며 2000년 10월 31일에 발매되었다. 앨범에는 2000년 라디오에 가장 많이 방송된 "Hanging by a Moment"을 비롯한 음원들이 수록되었다. 이 앨범은 라이프하우스가 메이져로서 널리 알려지게 되는 계기가 되었으며 특히 라디오 방송을 통해 큰 인기를 누렸다. 앨범은 전 세계에서 400만장 이상의 판매고를 올렸다.
밴드의 리드 보컬이자 싱어송라이터 제이슨 웨이드 (Jason Wade)는 원래 기독교 록 밴드로서 라이프하우스를 결성하였고 드림워스 레코드 (Dreamworks Records)와 계약하기 전까지 교회 예배에서 연주하는 등의 활동을 이어오고 있었다.

## 프로모션
2001년 8월 7일, 드림워스 레코드는 새로운 신인 밴드 라이프하우스가 No Name Face로 이름지어진 앨범과 투어공연을 준비하고 있다고 발표하였다. 드림워스 레코드는 라이프하우스의 투어공연은 더 콜링 (The Calling), 미쉘 브랜치 (Michelle Branch)가 함께한다고 발표하였다. 라이브 공연에 대한 MTV 라디오와의 인터뷰에서 웨이드는 "녹음된 음반에서는 어쿠스틱 기타 위주의 차분하고 조용한 곡들도 있습니다. 그러나 저희의 라이브 공연에서 저희는 약간 빠른 템포를 유지하려고 합니다. 녹음된 음원보다 약간 록 음악 같죠. 그러다보니 라이브 공연이 좀더 에너지틱합니다."라고 말했다.

### 투어 일정
| 일자            | 도시          | 장소                           |
| --------------- | ------------- | ------------------------------ |
| 2001년 9월 10일 | Milwaukee     | The Rave                       |
| 2001년 9월 11일 | Chicago       | Vic Theatre                    |
| 2001년 9월 12일 | Pontiac       | Clutch Cargo                   |
| 2001년 9월 14일 | Columbia      | Jesse Auditorium               |
| 2001년 9월 15일 | Oklahoma City | Oklahoma State Fair            |
| 2001년 9월 17일 | Columbus      | Newport Music Hall             |
| 2001년 9월 18일 | Murray        | Regional Special Events Center |
| 2001년 9월 19일 | Grand Rapids  | Calvin College                 |
| 2001년 9월 23일 | Rochester     | Palestra                       |
| 2001년 9월 28일 | Madison       | Simon Forum                    |
| 2001년 9월 30일 | Wilkes-Barre  | Wilkes University              |
| 2001년 10월 1일 | Williamsport  | Lycoming College               |

## 수록곡
| #            | 제목                     | 작곡          | 재생 시간 |
| ------------ | ------------------------ | ------------- | --------- |
| 1.           | 〈Hanging by a Moment〉  | 제이슨 웨이드 | 3:36      |
| 2.           | 〈Sick Cycle Carousel〉  | 제이슨 웨이드 | 4:23      |
| 3.           | 〈Unknown〉              | 제이슨 웨이드 | 4:06      |
| 4.           | 〈Somebody Else's Song〉 | 제이슨 웨이드 | 4:36      |
| 5.           | 〈Trying〉               | 제이슨 웨이드 | 3:52      |
| 6.           | 〈Only One〉             | 제이슨 웨이드 | 4:56      |
| 7.           | 〈Simon〉                | 제이슨 웨이드 | 6:01      |
| 8.           | 〈Cling and Clatter〉    | 제이슨 웨이드 | 4:29      |
| 9.           | 〈Breathing〉            | 제이슨 웨이드 | 4:25      |
| 10.          | 〈Quasimodo〉            | 제이슨 웨이드 | 4:32      |
| 11.          | 〈Somewhere in Between〉 | 제이슨 웨이드 | 4:14      |
| 12.          | 〈Everything〉           | 제이슨 웨이드 | 6:07      |
| 총 재생 시간 | 총 재생 시간             | 총 재생 시간  | 55:17     |

## 참여

### 라이프하우스
- 제이슨 웨이드 (Jason Wade) – 리드 보컬, 기타
- 서지오 안드레드 (Sergio Andrade) – 베이스 기타
- 존 팔머 (Jon Palmer) – 드럼
- 론 아넬로 (Ron Aniello) - 프로듀서

### 그 외의 참여 인력
- 론 아넬로 (Ron Aniello) : 기타, 베이스 기타, 키보드, 퍼커션, 엔지니어
- 콜린 헤이든 (Collin Hayden): 전자 기타
- 아론 로드 (Aaron Lord): 비올라
- 마커스 바론 (Marcus Barone): 체임벌린
- 아론 엠브리 (Aaron Embry): 키보드
- 존 래프트위치 (John Leftwich): 베이스
- 밥 글랍(Bob Glaub): 베이스 기타
- 잭 켈리 (Jack Kelly): 드럼
- 맷 렝 (Matt Laug): 드럼
- 월터 로드리게즈 (Walter Rodriquez): 탬버린
- 주드 콜 (Jude Cole): 코러스
- 켄달 페인(Kendall Payne): 코러스
- 닐 아베론 (Neal Averon): 엔지니어
- 짐 스캇 (Jim Scott): 엔지니어
- 브랜든 오브라이언 (Brendan O'Brien) - 오디오 믹싱

## 성적
| 차트 (2000년–2002년)       | 최고 순위 |
| -------------------------- | --------- |
| 호주 ARIA 차트             | 10        |
| 캐나디안 앨범 차트         | 4         |
| 덴마크 트레크리스텐 차트]] | 2         |
| 네덜란드 메하하르츠 차트   | 20        |
| 일본 오리콘 차트           | 50        |
| 뉴질랜드 음반 차트         | 7         |
| 미국 빌보드 200            | 6         |

| 국가   | 단체 | 인증        |
| ------ | ---- | ----------- |
| 미국   | RIAA | 2× Platinum |
| 캐나다 | CRIA | 2× Platinum |

## 참고사항
1. ↑  Rimmer, Mike (2002년 5월 1일). “Review: No Name Face - Lifehouse”. Cross Rhythms. 2013년 2월 1일에 확인함.
2. ↑  Winberg, Pär (2000). “Lifehouse - No Name Face”. Melodic.net. 2016년 3월 4일에 원본 문서에서 보존된 문서. 2013년 2월 2일에 확인함.
3. ↑  Lamb, Bill. "Top 10 Pop Songs - Summer 2001" 보관됨 2011-06-05 - 웨이백 머신, About.com. Retrieved on 2009-6-24.
4. 1 2  D'Angelo, Joe (2001년 8월 7일). “Lifehouse Prep For First Headlining Tour”. MTV. 2012년 11월 7일에 원본 문서에서 보존된 문서. 2011년 8월 9일에 확인함.
5. ↑  “Lifehouse: Living The Moment”. MTV. 2012년 11월 7일에 원본 문서에서 보존된 문서. 2011년 8월 9일에 확인함.
6. ↑  “australian-charts.com – Lifehouse – No Name Face”. Hung Medien. 2011년 8월 14일에 확인함.
7. ↑  “No Name Face – Lifehouse | Billboard.com”. 《Billboard》. Nielsen Business Media. 2011년 8월 13일에 확인함. |title=에 지움 문자가 있음(위치 32) (도움말)
8. ↑  “danishcharts.com – Lifehouse – No Name Face”. Hung Medien. 2012년 11월 2일에 원본 문서에서 보존된 문서. 2011년 8월 14일에 확인함.
9. ↑  “dutchcharts.nl – Lifehouse – No Name Face”. Hung Medien / hitparade.ch. 2011년 8월 13일에 확인함.
10. ↑  “ライフハウスのCDアルバムランキング、ライフハウスのプロフィールならオリコン芸能人事典-ORICON STYLE”. Oricon.co.jp. 2013년 4월 23일에 확인함.
11. ↑  “charts.org.nz – Lifehouse – No Name Face”. Hung Medien. 2012년 11월 4일에 원본 문서에서 보존된 문서. 2011년 8월 13일에 확인함.
12. ↑  "Lifehouse 차트 역사 (빌보드 200)". 빌보드.
13. ↑  “RIAA – Recording Industry Association of America”. RIAA. 2011년 8월 14일에 확인함.
14. ↑  “Canadian Recording Industry Association (CRIA): Gold & Platinum – April 2001”. CRIA. 2012년 9월 24일에 원본 문서에서 보존된 문서. 2011년 8월 14일에 확인함.